# اولتیماتوم آلمان به لیتوانی

سخنرانی هیتلر در ممل یک روز پس از پذیرش اولتیماتوم

اولتیماتوم آلمان به لیتوانی یک اولتیماتوم شفاهی بود که یواخیم فون ریبنتروپ، وزیر خارجهٔ آلمان، آن را در ۲۰ مارس ۱۹۳۹ به یوازس اربشیس، وزیر خارجهٔ لیتوانی ایراد کرد. آلمان به لیتوانی هشدار دادند که منطقه کلایپدا را که در پی جنگ جهانی اول از آلمان جدا و در کشور تازه‌تاسیس لیتوانی ادغام شده بود، ترک کند وگرنه مورد حمله قرار خواهد گرفت. لیتوانی از پیش انتظار چنین هشداری را با افزایش تنش بین آلمان و لیتوانی در طول سال‌ها، پروپاگاندای نازی‌ها در منطقه و گسترش نفوذ نظامی آلمان داشت. این اولتیماتوم تنها پنج روز پس از تسلط بر چکسلواکی از سوی آلمان صادر شد.

## پیش زمینه
شهر بندری مِمِل (شهر کلایپدا امروزی) و منطقه کلایپدا از چند سده پیش سرزمین آلمانی بود و اکثریت مطلق مردمانش  آلمانی‌تبار وآلمانی‌زبان بودند، اما پس از شکست امپراتوری آلمان در جنگ جهانی اول بنابر مادهٔ ۹۹ معاهدهٔ ورسای کنترل به شکل موقت به متفقین اروپایی حاکم بر جامعه ملل داده شده بود. دولت‌های فرانسه و لهستان بر آن بودند که ممل را به یک شهر بین‌المللی تبدیل کنند، و لیتوانی هم ادعای حاکمیت بر این منطقه را داشت. تا ۱۹۲۳, وضعیت شهر هنوز تعیین نشده بود، و لیتوانی در ژانویهٔ ۱۹۲۳ به آن حمله کرد و بندر را به‌زور به تصرف درآورد. پس از ناموفق بودن متفقین در مذاکره با لیتوانی، امر به جامعه ملل سپرده شد. در دسامبر ۱۹۲۳، شورای اجرایی جامعه کمیته‌ای برای تحقیق در باب موضوع تشکیل داد. رای «کمیته کلایپدا» بر آن بود که منطقه جزئی از لیتوانی بشود و منطقه به صورت خودمختار اداره شود. شورای اجرایی جامعه ملل تصمیم کمیته را در ۱۴ مارس ۱۹۲۴ تصویب کرد و قدرت‌های متفقین و لیتوانی هم بعدها آن را تأیید کردند.
این کار لیتوانی در جمهوری وایمار (آلمان ۱۹۱۹-۱۹۳۳) که با مشکلات شدید سیاسی و مالی نیز روبرو بود به شدت ستمگرانه شمرده شد و سبب آسیب به غرور ملی آلمانی ها و به ویژه برخی نظامیان جنگ جهانی اول شد که با غرور به قیصر‌ نشین آلمان و گذشته پرشکوه آلمان می نگریستند، همچنین سبب این شد که گروه های تندرو مانند حزب ناسیونال سوسیالیست کارگران آلمان به رهبری آدولف هیتلر به دولت جمهوری وایمار حمله کنند و آن مشروعیت و توانمندی آن را زیر سوال ببرند.

## اولتیماتوم
در ۱۹۳۹ و در پی ظهور نازیسم، آلمان اولتیماتومی به لیتوانی داد و به این کشور هشدار داد که اگر منطقهٔ کلایپدا را ترک نکند ارتش آلمان به این کشور حمله خواهد کرد. جامعهٔ ملل نیز نتوانست مانع پیوستن کلایپدا به آلمان نازی شود.
از چهار کشوری که در ۱۹۲۴ در کنوانسیون کلایپدا در مورد الصاق این منطقه به لیتوانی را امضا کرده بودند، فرانسه و بریتانیا سیاست مماشات با آلمان نازی را پی گرفته بودند و ژاپن و ایتالیا از آلمان حمایت می‌کردند.
در نهایت لیتوانی مجبور شد در ۲۲ مارس به خواسته‌های آلمان تن در دهد. کلایپدا آخرین افزایش گستردگی سرزمینی  آلمان پیش از آغاز جنگ جهانی دوم بود و این امر تنش‌ها در اروپا را تشدید کرد.

## نگارخانه

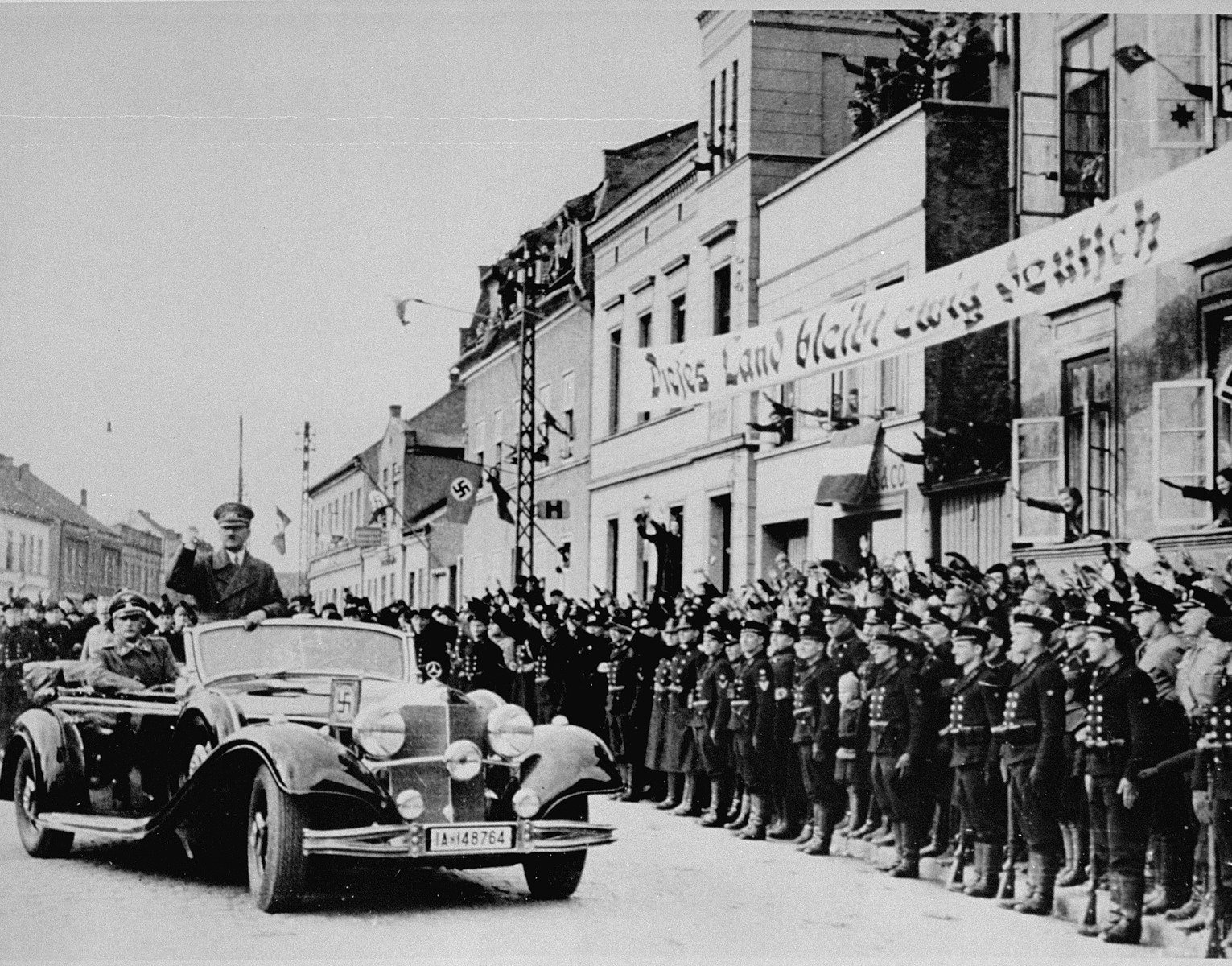
آدولف هیتلر در مِمِل پس از ضمیمه دوباره آن به آلمان، ۲۳ مارس ۱۹۳۹.

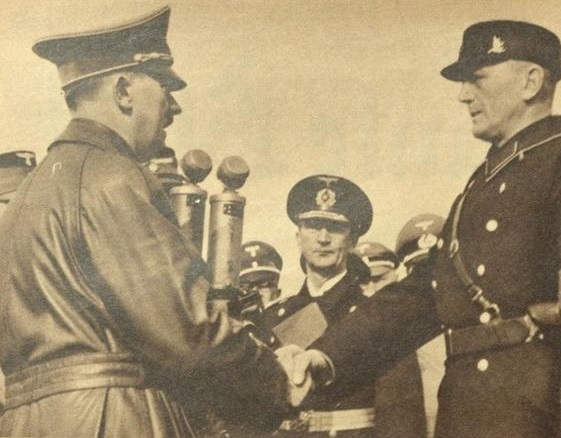
آدولف هیتلر پیشوای آلمان در حال دست دادن یا اِرنِست نیومان.

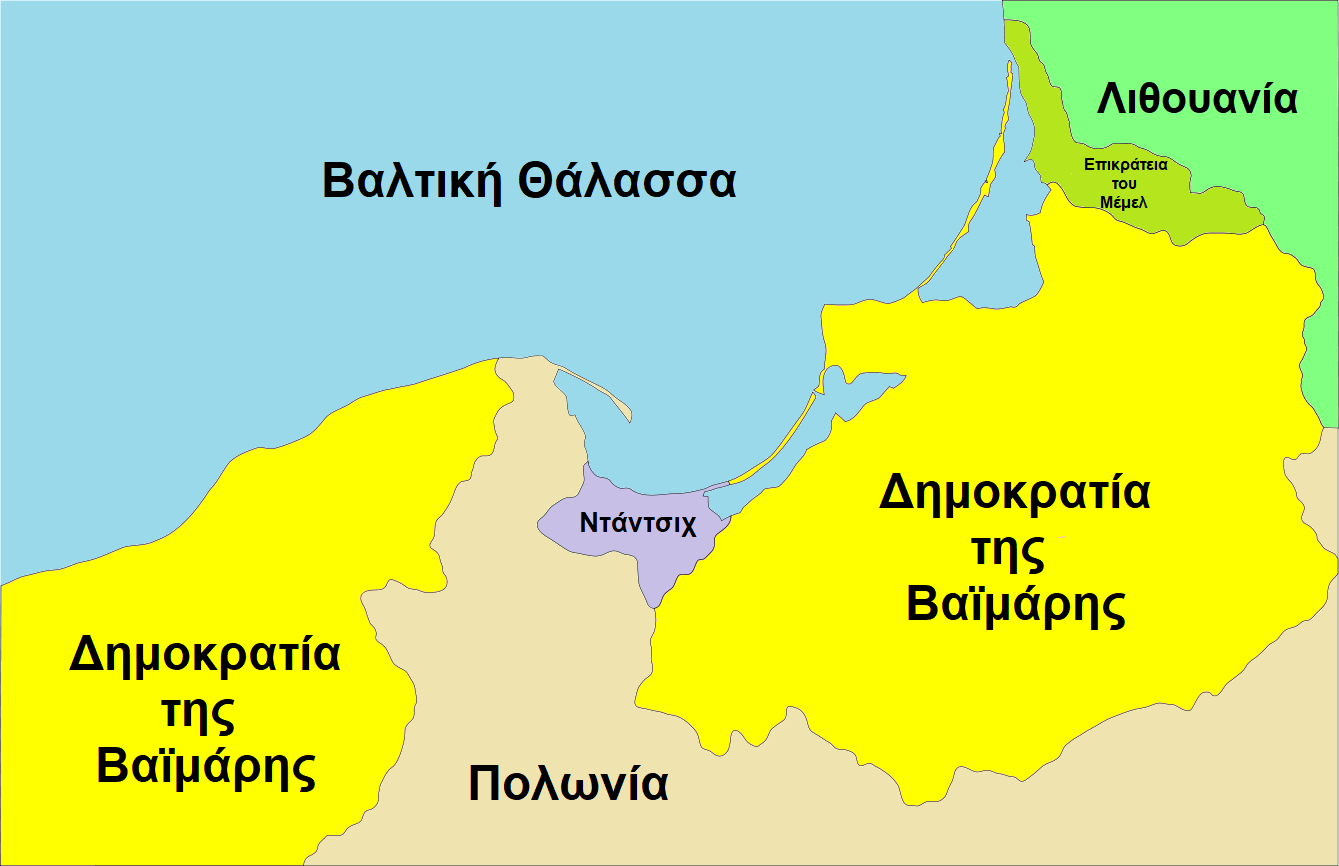
نقشه ای که در آن سرزمین بزرگ آلمان و استان پروس خاوری با رنگ زرد نمایش داده شده است ، ایالت آزاد دانتسیش به مرکزیت شهر بندری دانتسیش با رنگ بنفش و قلمرو مِمِل‌لند به مرکزیت شهر بندری مِمِل به رنگ سبز پر رنگ تر در شمال شرق پروس خاوری نشان داده شده است.

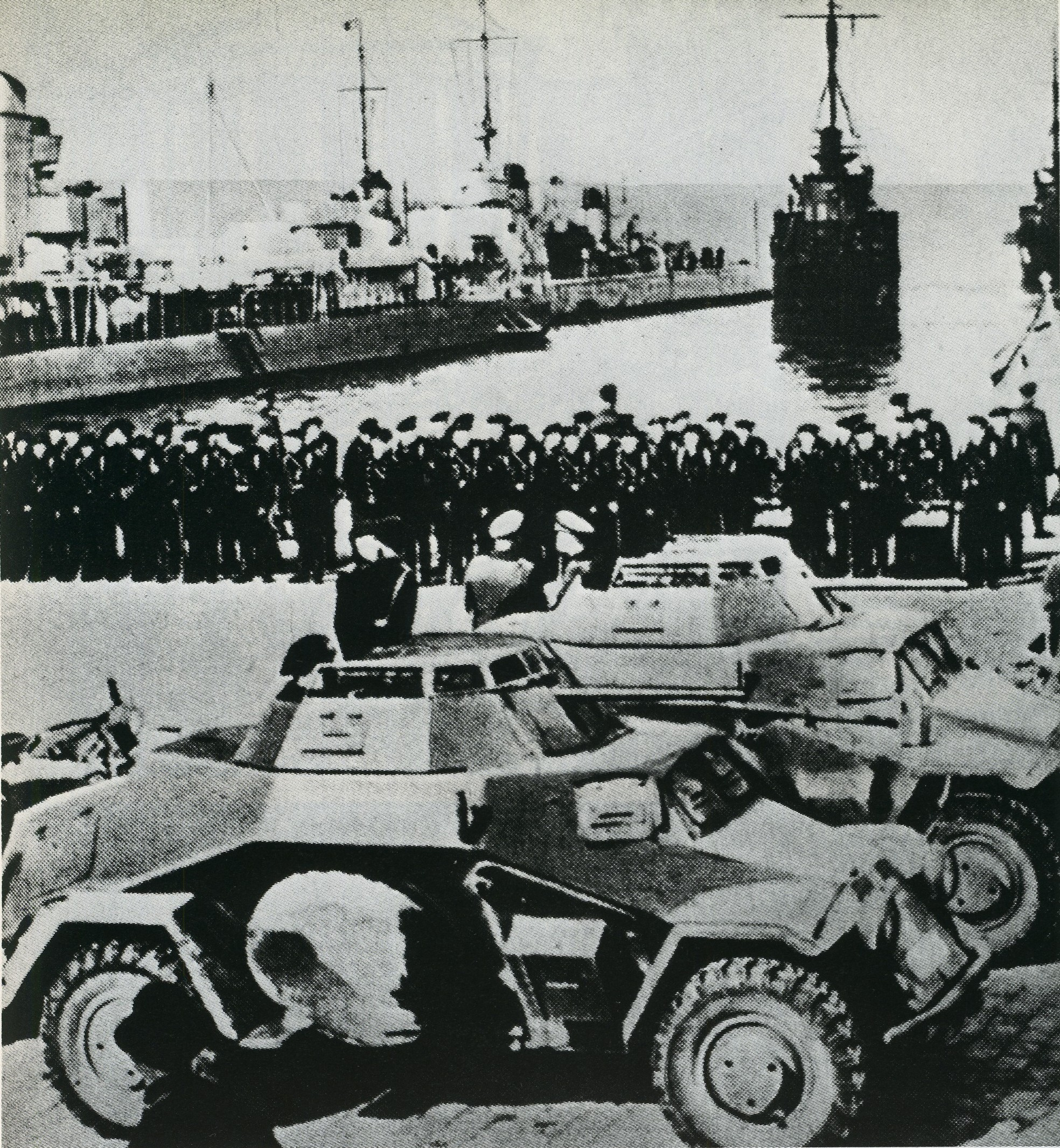
خودروهای زرهی سبک آلمان در شهر مِمِل، مارس ۱۹۳۹.